# Carex laeviculmis
Carex laeviculmis är en halvgräsart som beskrevs av Karl Friedrich Meinshausen. Carex laeviculmis ingår i släktet starrar, och familjen halvgräs. Inga underarter finns listade i Catalogue of Life.